# Gabala flavata
Gabala flavata är en fjärilsart som beskrevs av W. Warren 1913. Gabala flavata ingår i släktet Gabala och familjen trågspinnare. Inga underarter finns listade i Catalogue of Life.